# Шони (Эна)
Шони (фр. Chauny) — коммуна на севере Франции, регион О-де-Франс, департамент Эна, округ Лан, центр одноименного кантона. Расположена в 33 км к западу от Лана и в 29 км к югу от Сен-Кантена.  Через территорию коммуны протекают параллельно друг другу канал Сен-Кантен и река Уаза. На юго-востоке коммуны находится железнодорожная станция Шони линии Крей-Жёмон.
Население (2018) — 11 773 человека.

## История
Крепость на правом берегу Уазы на месте нынешнего Шони была построена уже в V веке для защиты от нападений вандалов и гуннов. Это была самая восточная крепость области Вермандуа, призванная защищать её от нападений германских племен. Древняя цитадель была разрушена в 1430 году, и её уцелевшие части были использованы при укреплении крепостных стен. В 1471 году, во время Столетней войны, город был взят англичанами и удерживался ими на протяжении 25 лет.
В период Промышленной революции XVIII—XIX веков в Шони появилось много промышленных предприятий, которые, как и почти весь город, были уничтожены в ходе боев Первой мировой войны.

## Достопримечательности
- Здание мэрии
- Церковь Нотр-Дам
- Церковь Святого Мартина XVI—XVII веков в готическом стиле
- Дворец юстиции
- Протестантский храм 20-х годов XX века

## Экономика
Структура занятости населения:
- сельское хозяйство — 0,0 %
- промышленность — 15,3 %
- строительство — 5,7 %
- торговля, транспорт и сфера услуг — 33,2 %
- государственные и муниципальные службы — 45,8 %

Уровень безработицы (2017) — 25,9 % (Франция в целом — 13,4 %, департамент Эна — 17,8 %). 

Среднегодовой доход на 1 человека, евро (2018) — 17 460 (Франция в целом — 21 730, департамент Эна — 19 690).

## Демография
Динамика численности населения, чел.

## Администрация
Пост мэра Шони с 2020 года занимает Эмманюэль Льевен (Emmanuel Liévin). На муниципальных выборах 2020 года возглавляемый им центристский список победил в 1-м туре, получив 53,09 % голосов.
| Период | Период | Фамилия          | Партия                                                 | Примечания |
| ------ | ------ | ---------------- | ------------------------------------------------------ | ---------- |
| 1971   | 1989   | Ив Бринон        | Социалистическая партия Союз за французскую демократию |            |
| 1989   | 2020   | Марсель Лалонд   | Радикальная партия Радикальное движение                |            |
| 2008   |        | Эмманюэль Льевен | Радикальное движение                                   |            |

## Города-побратимы
- Анденн, Бельгия
- Бергхайм, Германия

## Известные уроженцы
- Констанция Майер (1775—1821), художница
- Реми-Фюрси Дескарсен (1747—1793), художник

## Галерея

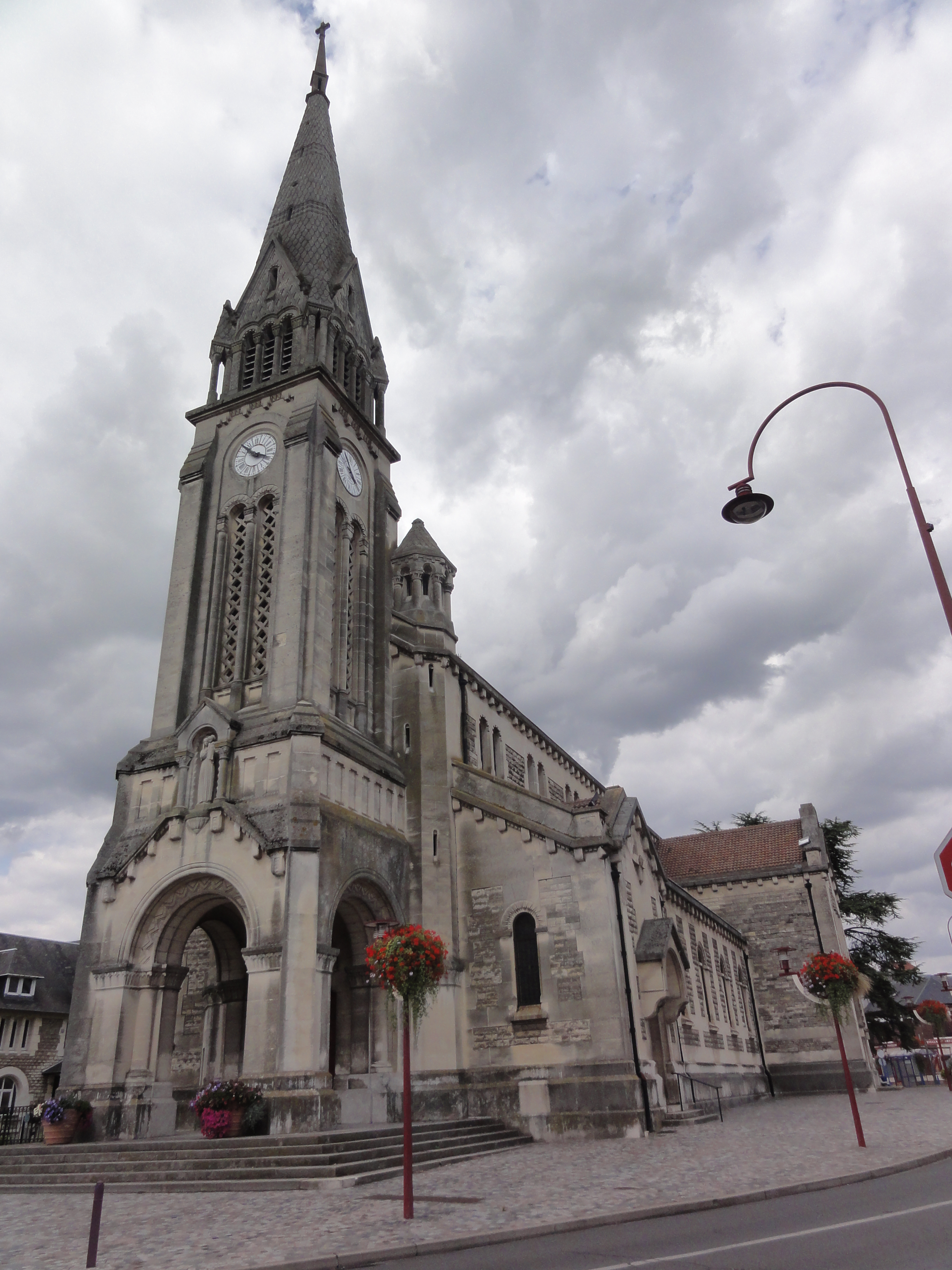
Церковь Нотр-Дам
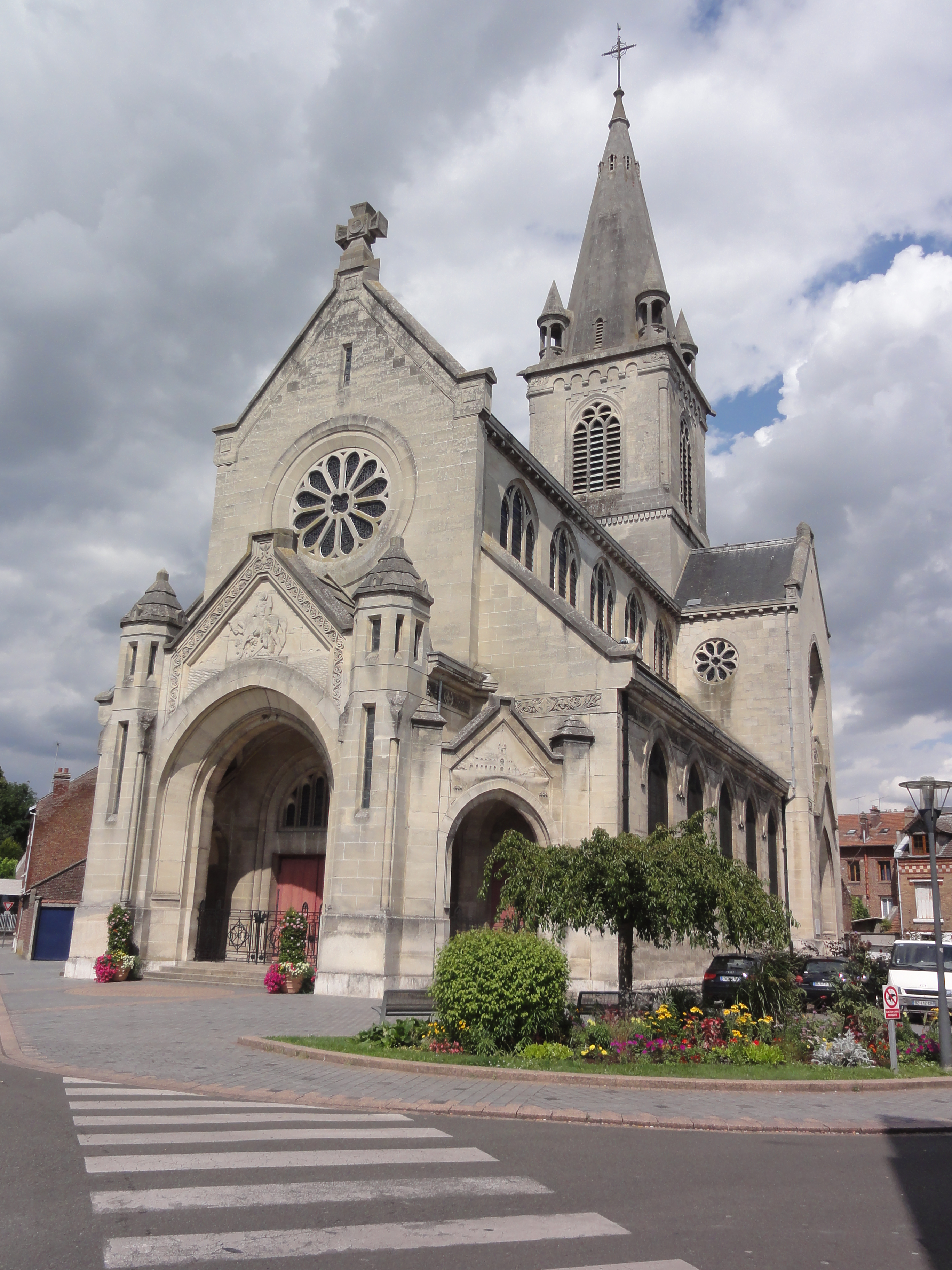
Церковь Святого Мартина
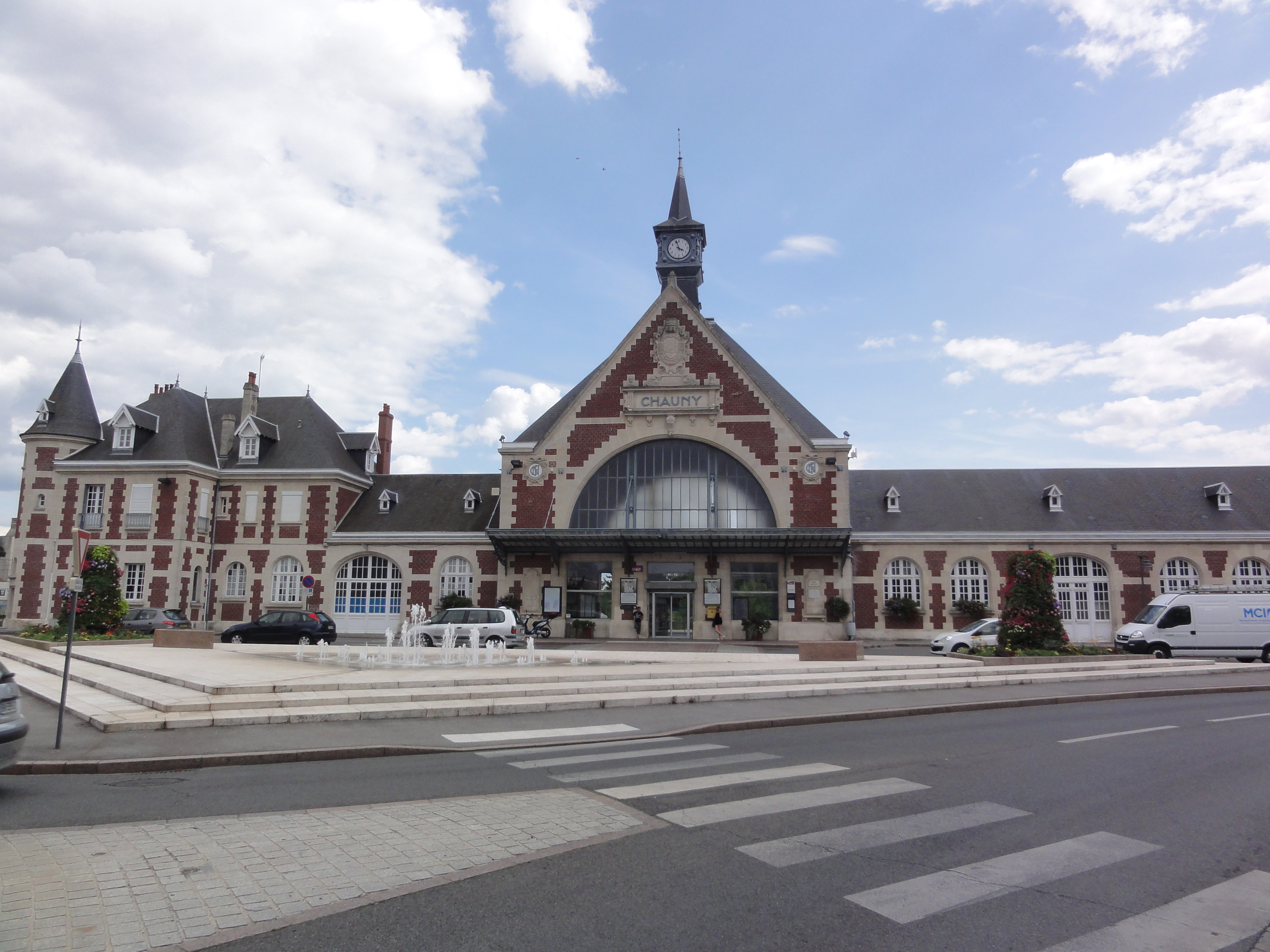
Железнодорожный вокзал

1. 1 2  база данных о французских коммунах — Национальный географический институт Франции, 2015.